# Tokugawa Yoshimune
Tokugawa Yoshimune est un nom japonais traditionnel ; le nom de famille (ou le nom d'école), Tokugawa, précède donc le prénom (ou le nom d'artiste) Yoshimune.
Tokugawa Yoshimune (徳川 吉宗, Tokugawa Yoshimune, 27 novembre 1684-12 juillet 1751) est le huitième shogun du shogunat Tokugawa au Japon.  
Il est connu pour le renvoi de son conseiller conservateur Arai Hakuseki et le démarrage des réformes Kyōhō. Il est aussi souvent considéré comme le shogun le plus habile en politique depuis le fondateur de la lignée, Ieyasu Tokugawa.

## Biographie
Yoshimune est né dans la branche Kishu (Kii) du clan Tokugawa. Son arrière-grand-père, Ieyasu, à l'établissement du shogunat, avait prévu qu'il était possible que la branche principale de la famille se retrouve sans successeur. Il ordonna donc qu'en l'absence de successeur dans la branche principale, le successeur devait être sélectionné dans l'une des trois autres branches : Owari, Kishu Kii ou Mito (ces trois branches étant connues sous le nom de Gosanke, 御三家). Yoshimune succéda à ses deux frères aînés dans la position de daimyo, après leur mort.
Il succéda au poste de shogun en 1716, à la suite d'une interruption de la branche principale. En 1745, il se retira laissant le poste à son fils aîné.
Yoshimune est un administrateur avisé, rompu au pouvoir personnel pour avoir longtemps dirigé un fief en tant que daimyo. Il lance des réformes voulues par des penseurs comme le confucianiste Arai Hakuseki (1657-1725). Dans le but de restaurer les finances publiques, il édicte des lois somptuaires. Un moratoire gèle les plaintes pour impayés portés par les fournisseurs devant l’administration contre les samouraïs impécunieux. Ces mesures reposent sur une morale de type confucéen, qui méprise le négoce pour porter aux nues les vertus de la société et la production agricole. Ce qui se retourne contre les paysans, officiellement honorés, mais pressurés comme jamais.
Yoshimune établit la lignée Gosankyō (御三卿), pour augmenter (ou peut-être remplacer) la lignée Gosanke. Deux de ses fils, avec le deuxième fils de son successeur Ieshige, fondèrent les lignées Tayasu, Hitotsubashi et Shimizu. À la différence de la lignée Gosanke, ils ne possédaient pas de domaines féodaux. Ils restèrent cependant très influents jusqu'à la fin du shogunat Tokugawa, et plusieurs shoguns furent choisis parmi la lignée Hitotsubashi.
À la naissance, Yoshimune reçut le nom de Genroku (源六), bien qu'il soit né avant le début de l'ère Genroku (元禄). Il prit plus tard les noms Shinnosuke et Matsudaira Yorikata avant de choisir son nom d'adulte.